# Shirlen Nascimento
Shirlen Thaís do Nascimento (Toledo, 20 de março de 2000) é uma judoca brasileira. Foi medalhista de bronze no Campeonato Mundial de Judô de 2025.

## Biografia
Ela foi sparring de Rafaela Silva nos Jogos Olímpicos de Verão de 2024, ajudando-a em seus treinos. Quando Rafaela subiu de categoria de peso, Shirlen assumiu seu lugar na categoria.
No Grand Slam de Judô de Abu Dhabi de 2024, ela conquistou a medalha de bronze.
Nascimento conquistou a medalha de ouro no Campeonato Pan-Americano de Judô de 2025, na categoria 57kg.
No Grand Slam de Judô de Astana de 2025, ela conquistou a medalha de bronze.
No Campeonato Mundial de Judô de 2025, estreando em Mundiais, ela surpreendeu ao derrotar a sul-coreana Huh Mi-mi, vice-campeã olímpica e campeã mundial, e chegou às quartas de final, perdendo apenas para a japonesa Momo Tamaoki. Posteriormente, ela venceu as duas lutas de repescagem para obter a medalha de bronze.